# Somnar jag in med blicken fäst
Somnar jag in med blicken fäst är en aftonpsalm med text skriven 1903 av Jacob Tegengren.

## Publicerad i
- Den svenska psalmboken 1937, som nummer 450 under rubriken "E. Tidens skiften - 1. Dagens tider".[1]